# Burkhard Jähnke
Burkhard Jähnke (* 14. Mai 1937 in Berlin) ist ein deutscher Jurist und ehemaliger Vizepräsident des Bundesgerichtshofs.

## Biographie
Nach dem Abitur 1956 in Koblenz studierte Jähnke Rechtswissenschaften in Bonn. Er ist seit 1956 Mitglied bei der Landsmannschaft Teutonia Bonn. In Bonn legte er 1960 das erste und 1965 das zweite juristische Staatsexamen ab 1965 trat Jähnke in den Justizdienst des Landes Rheinland-Pfalz ein. Er war Gerichtsassessor am Amtsgericht Koblenz und Landgericht Koblenz. 1968 zum Landgerichtsrat am Landgericht Koblenz ernannt. Von 1969 bis 1972 war Jähnke an das Bundesministerium der Justiz abgeordnet, im Jahre 1973 wurde er zum Richter am Oberlandesgericht ernannt. Er war dann bis zu seiner Ernennung zum Richter am Bundesgerichtshof im Jahr 1980 am Oberlandesgericht Koblenz tätig. Von dort war er von 1975 bis 1978 als wissenschaftlicher Mitarbeiter zum Bundesgerichtshof abgeordnet.
Innerhalb des Bundesgerichtshofs gehörte Jähnke zunächst dem IX. Zivilsenat an, ehe er im Jahr 1982 in den 4. Strafsenat wechselte, dem er bis 1991, zuletzt als stellvertretender Vorsitzender, angehörte.
Mit seiner im Oktober 1991 erfolgten Ernennung zum Vorsitzenden Richter am Bundesgerichtshof übernahm Jähnke den Vorsitz im 2. Strafsenat, den er bis zu seiner Pensionierung im Mai 2002 innehatte.
Von März 1999 bis zu seinem Eintritt in den Ruhestand im Jahre 2002 war Jähnke überdies Vizepräsident des Bundesgerichtshofs.
Er hat  eine Honorarprofessur an der rechtswissenschaftlichen Fakultät der Friedrich-Schiller-Universität Jena inne.